# Psychotria breviflora
Psychotria breviflora är en måreväxtart som först beskrevs av Diederich Franz Leonhard von Schlechtendal, och fick sitt nu gällande namn av Johannes Müller Argoviensis. Psychotria breviflora ingår i släktet Psychotria och familjen måreväxter. Inga underarter finns listade i Catalogue of Life.